# Jaani Peuhu
Jaani Peuhu, né le 17 août 1978 à Anjalankoski, est un musicien, producteur et compositeur finlandais. 
Il est chanteur dans le groupe finlandais Iconcrash qu'il a été fondé lui-même. En ce moment, il se consacre à sa carrière solo. Il habite actuellement[Quand ?] à Helsinki, en Finlande.

## Biographie
Peuhu est né à Anjalankoski, en Finlande. Son père, Kari Peuhu est un jazziste et sa mère Heli Ahoniitty est une photographe professionnelle. Il commence sa carrière musicale à l’âge de 7 ans, quand il apprend à jouer le piano. Un an plus tard, il commence à jouer la batterie. À l'âge de 13 ans, il forme sa première band nommée Chaoslord. Il offre son premier concert à l’âge de 14 ans.
Il joue de la batterie dans différents groupes parmi lesquelles on trouve Scarlet Youth, Varjo,, Myyt,, Mary-Ann, Billy-Goats, Jalankulkuämpäri, Kinetic et Vuk,.
Sa carrière soliste a commencé en 2004, lors de son premier enregistrement en tant que chanteur/compositeur sous le nom d’Iconcrash. Jaani a travaillé aussi comme producteur et musicien invité avec plusieurs artistes tels que Before the Dawn (band), Swallow The Sun, To/Die/For, Thunderstone, Wiidakko et Anna Eriksson,.
Depuis la parution du premier album d’Iconcrash, Nude (2005), Peuhu a visité de différents pays (Royaume-Uni), Finlande, Russie, Allemagne, Italie, Pays baltiques et les États-Unis.
En septembre 2011, Jaani Peuhu annonce qu’il se lancera dans une carrière solo. Actuellement[Quand ?] il travaille à Londres et à Helsinki.

## Discographie
Mary-Ann
- 1998 : Deeper Sin, MCD

Billy-Goats
- 1999 : All These Fears, MCD

Jalankulkuämpäri
- 2002 : TIP, CDS
- 2003 : 9E, CDS
- 2007 : Koska Olen Hyvä Rouva

Deadbabes
- 2003 The Drug, MCD

Iconcrash
- 2003 : Happy?
- 2004 : Viola loves Iconcrash
- 2005 : Nude
- 2008 : Clive Barker's Midnight Meat Train
- 2008 : Mama Trash 2 Compilation
- 2008 : Blackout
- 2009 : Strange, Strange Dark Star (single)
- 2009 : Everlasting (single)
- 2010 : Sleeper (single)
- 2010 : Enochian Devices (album)
- 2011 : Delete (single)
- 2011 : Stockholm (single)
- 2011 : Inkeroinen (album)
- 2012 : We Are The Night (single)
- 2012 : Inkeroinen (inclut We Are The Night) (album)

Viola
- 2004 : Viola loves Iconcrash (EP)
- 2005 : Melancholydisco (album)

Ratas
- 2001 : Kuumaa Laavaa, MCD
- 2002 : Ilmaa, MCD

Luomakunta
- 2002 : Alta (album)

Before the Dawn
- 2000 : To Desire
- 2001 : Gehenna, MCD
- 2002 : My Darkness, MCD
- 2003 : My Darkness (album)
- 2004 : 4:14 am (album)
- 2005 : The First Chapter (DVD)

Varjo
- 2000 : Korvaamaton, CDS
- 2000 : Maailmanpyörä, CDS
- 2000 : Kuka Korvaa Poistetun Sydämen (album)
- 2001 : Tänä Kesänä (single)
- 2003 : Paratiisissa (album)
- 2009 : Ensinäytös 1997 (album)

Thunderstone
- 2009 : Dirt Metal (album)

Swallow the Sun
- 2006 : Hope (album)
- 2006 : Don't Fall Asleep, CDS

Anna Eriksson
- 2007 : Ihode (album)
- 2008 : Annan Vuodet (album)

Scarlet Youth
- 2009 : Breaking The Patterns, MCD
- 2010 : Goodbye Doesn't Mean I'm Gone (album)

Kwan
- 2009 : 10 000 Light Years, CDS

Black Sun Aeon
- 2009 : Dirty Black Summer, MCD (EP)
- 2009 : Darkness Walks Beside Me (album)
- 2010 : Routa (album)
- 2011 : Blacklight Deliverance (album)

Rain Diary
- 2010 : Lost (single)

Grendel
- 2011 : Corrupt To The Core (album)

Wiidakko
- 2011 : Seis seis seis (single)
- 2011 : Odessa (single)
- 2011 : Wiidakko (album)

Hevisaurus
- 2011 : Räyhällistä Joulua (album)

To/Die/For
- 2011 : Samsara (album)